# ジョニー・セリス
ジョニー・ジョゼ・セリス・マエストレ（スペイン語: Johny Jose Celis Maestre, 1987年3月26日 - ）は、ベネズエラのカラカス出身のプロ野球選手（内野手・外野手）、通訳、野球指導者。名前の日本語表記については、過去に「ジョニー・セリツ」で報じられたことがある。

## 来歴

### 来日まで
2006年にシカゴ・ホワイトソックスとマイナー契約を結び、初年度はベネズエラン・サマーリーグの「オリオールズ/ホワイトソックス」、2年目の2007年はドミニカン・サマーリーグのドミニカン・サマーリーグ・ホワイトソックス、2008年と2009年はパイオニアリーグのグレートフォールズ・ボイジャーズでそれぞれプレーした。しかしホワイトソックスを2009年限りで自由契約となり、2010年はアメリカの独立リーグ・ゴールデンベースボールリーグでプレーした。

### 日本での現役時代
2012年4月に、関西独立リーグの神戸サンズに入団する。これはウィンターリーグを視察に来たリーグスカウトに勧誘されてものだった。リーグは当時原則として選手は無給だったが、神戸ではセリスら外国人に対しては給料が支払われた（NPBと契約した際の契約金の一部を収入とする目算だった）。神戸入団後、ベースボール・チャレンジ・リーグと定期交流戦を開催していた横浜DeNAベイスターズ二軍に選手不足を補うため練習生として雇われ、交流戦に出場する。このとき、対戦相手の富山サンダーバーズ（現・富山GRNサンダーバーズ）首脳陣の目にとまり、同年6月20日に入団することとなった。ベースボール・チャレンジ・リーグ時代の登録名は、引退するまで一貫して「ジョニー」だった。
2013年には同一リーグの福井ミラクルエレファンツに、シーズン途中（後期）の7月25日に入団。福井では初年度から4番を打ち、在籍している間に日本語で始めたFacebookが注目され、人気選手となった。2013年オフの11月に、千葉ロッテマリーンズ秋季キャンプにテスト生として参加したが、入団には至らなかった。
2015年には一塁手のベストナインに選出されている。
2016年シーズン途中の7月5日、「富山GRNサンダーバーズ」となっていた富山に移籍の形で4年ぶりに復帰する。この年オフに久しぶりに帰郷してウィンターリーグに参加し、20試合に出場して.327の成績をあげる。この年以降、引退するまでベネズエラのウィンターリーグには毎年参加した。2017年にはリーグの最多打点のタイトルを獲得。同年シーズン終了後に富山を退団。
2018年に滋賀ユナイテッドベースボールクラブに入団。滋賀ではコーチを兼任した。この頃にはリーグにいる外国人選手の相談役も引き受けていた。
2019年に、リーグで4球団目となる群馬ダイヤモンドペガサスに入団する。このシーズンは打率.316、本塁打13を記録する。同年シーズン終了後に群馬を退団。
「日本でなくてもトップリーグに入る」ことを目指していたが、同年オフに北海道日本ハムファイターズから通訳のオファーを受けたことで引退を決断した。

### 現役引退後
2020年にラファエル・フェルナンデスの後任として日本ハムの通訳に就任。クリスチャン・ビヤヌエバの通訳を担当し、1シーズン務めた。
2020年11月12日、2021年シーズンから茨城アストロプラネッツの監督に就任することが発表された。1シーズン務め、リーグ参加から3期連続で勝率1割台だった同チームの勝率を3割台後半まで改善させた。監督在任中にダリエル・アルバレスとセサル・バルガスの二人の元メジャーリーグベースボール選手がNPBに入団したほか、2022年にロサンゼルス・ドジャースとマイナー契約を結んだ松田康甫に対しては「野球を楽しく。エンジョイだ」という言葉で気持ちを変えたという。しかし、4期連続の地区最下位となり、2021年9月30日に退任が発表された。セリスによると、当初より1年契約だったという。
2021年10月末から行われた九州アジアリーグの新設球団・福岡北九州フェニックスのトライアウトの選手選考に、西岡剛とともに参加。11月17日、2022年シーズンから福岡北九州のヘッドコーチに就任することが、西岡の選手兼任監督就任とともに発表された。福岡北九州のヘッドコーチ就任は、現役時代に面識を持っていた西岡からの依頼だったという。

### 北九州での現役復帰
2022年8月31日、福岡北九州フェニックス公式HPにて内野手兼任コーチとなったことが発表された。セリスの復帰によって、北九州のコーチ全員が選手兼任となった。
2024年1月26日、北九州のヘッドコーチを退任し、選手としては任意引退となることが発表された。

### HFL・士別時代
3月6日、任意引退が解除となった（九州アジアリーグを除く日本独立リーグ野球機構所属リーグの球団と契約可能）。3月7日、北海道フロンティアリーグのKAMIKAWA・士別サムライブレイズにヘッドコーチ兼選手として入団することが発表された。士別では48試合に出場して打率.307を記録した。シーズン最終戦となる9月15日をもって退団することがその2日前に発表された。

### 士別退団後
2024年9月後半より、かつてプレーした経験もあるリーガ・ベネソラーナ・デ・ベイスボル・プロフェシオナルのティブロネス・デ・ラ・グアイラでアシスタント打撃コーチに就任した。

## 人物
前記の通り、福井時代には日本語を流暢に操るようになった。航空運賃が高いことを理由に、来日後しばらくの間はオフも日本に滞在し、日本人と結婚している。現役時代には自らを「黒いサムライ」とも呼んでいた。現役時代からアレックス・ラミレスやフランシスコ・カラバイヨら日本に滞在するベネズエラ人野球選手とは連絡を取り合う関係だった。2021年4月4日の茨城のシーズン開幕戦には、「同郷のよしみ」でセリスと親交のあるラミレスがゲストとして開幕セレモニーに参加した。

## 詳細情報

### 独立リーグでの打撃成績
※ベースボール・チャレンジ・リーグ（出典はリーグの過去各年度個人打撃成績）および九州アジアリーグ・北海道フロンティアリーグ分（出典は一球速報.com）。
| 年 度    | 球 団    | 試 合 | 打 数 | 得 点 | 安 打 | 二 塁 打 | 三 塁 打 | 本 塁 打 | 打 点 | 三 振 | 四 球 | 死 球 | 犠 打 | 犠 飛 | 盗 塁 | 併 殺 打 | 打 率 | 出 塁 率 | 長 打 率 | O P S |
| -------- | -------- | ----- | ----- | ----- | ----- | -------- | -------- | -------- | ----- | ----- | ----- | ----- | ----- | ----- | ----- | -------- | ----- | -------- | -------- | ----- |
| 2012     | 富山     | 37    | 124   | 10    | 30    | 5        | 0        | 1        | 11    | 17    | 15    | 3     | 0     | 3     | 2     | 4        | .242  | .331     | .290     | .621  |
| 2013     | 福井     | 28    | 99    | 10    | 33    | 6        | 0        | 2        | 15    | 14    | 13    | 1     | 0     | 2     | 2     | 6        | .333  | .409     | .414     | .823  |
| 2014     | 福井     | 65    | 231   | 26    | 66    | 7        | 0        | 8        | 50    | 24    | 33    | 4     | 0     | 3     | 2     | 6        | .286  | .380     | .351     | .731  |
| 2015     | 福井     | 65    | 186   | 28    | 58    | 15       | 0        | 11       | 54    | 28    | 48    | 1     | 0     | 3     | 1     | 2        | .312  | .450     | .452     | .901  |
| 2016     | 福井     | 32    | 81    | 3     | 21    | 2        | 0        | 0        | 7     | 12    | 10    | 2     | 0     | 0     | 0     | 1        | .259  | .355     | .284     | .639  |
| 2016     | 富山     | 32    | 118   | 19    | 39    | 7        | 0        | 6        | 31    | 33    | 21    | 3     | 0     | 1     | 0     | 2        | .331  | .441     | .441     | .881  |
| '16計    | 富山     | 64    | 199   | 22    | 60    | 9        | 0        | 6        | 38    | 45    | 31    | 5     | 0     | 1     | 0     | 3        | .302  | .407     | .377     | .784  |
| 2017     | 富山     | 69    | 249   | 49    | 89    | 16       | 0        | 20       | 82    | 41    | 46    | 6     | 0     | 4     | 0     | 8        | .357  | .462     | .502     | .964  |
| 2018     | 滋賀     | 67    | 248   | 25    | 64    | 11       | 1        | 11       | 47    | 68    | 39    | 4     | 0     | 4     | 1     | 10       | .258  | .363     | .355     | .718  |
| 2019     | 群馬     | 70    | 237   | 41    | 75    | 17       | 0        | 13       | 67    | 46    | 55    | 1     | 0     | 0     | 0     | 0        | .316  | .438     | .443     | .881  |
| 2022     | 北九州   | 2     | 6     | 0     | 1     | 0        | 0        | 0        | 0     | 3     | 0     | 0     | 0     | 0     | 0     | 0        | .167  | .167     | .167     | .334  |
| 2023     | 北九州   | 1     | 2     | 0     | 1     | 0        | 0        | 0        | 1     | 0     | 0     | 0     | 0     | 1     | 0     | 0        | .500  | .333     | .500     | .833  |
| 2024     | 士別     | 48    | 166   | 19    | 51    | 6        | 0        | 5        | 36    | 24    | 16    | 1     | 0     | 3     | 1     | 4        | .307  | .366     | .433     | .799  |
| BCL：8年 | BCL：8年 | 465   | 1573  | 211   | 475   | 86       | 1        | 72       | 364   | 283   | 280   | 25    | 0     | 26    | 8     | 45       | .302  | .410     | .404     | .813  |
| KAL：2年 | KAL：2年 | 3     | 8     | 0     | 2     | 0        | 0        | 0        | 1     | 3     | 0     | 0     | 0     | 1     | 0     | 0        | .250  | .22      | .250     | .472  |
| HFL：1年 | HFL：1年 | 48    | 166   | 19    | 51    | 6        | 0        | 5        | 36    | 24    | 16    | 1     | 0     | 3     | 1     | 4        | .307  | .366     | .433     | .799  |

- 2024年シーズン終了時点

### 背番号
- 23 （2012年）※神戸サンズ
- 43 （2012年）※富山サンダーバーズ
- 99 （2013年 - 2017年、2019年）
- 77 （2018年）
- 88 （2021年）
- 3 （2022年 - 2023年）
- 37（2024年）